# بيتر سامويلنكو
بيتر سامويلنكو (بالروسية: Самойленко, Пётр Михайлович) مواليد 7 فبراير 1977 في الجمهورية الأوزبكية السوفيتية الاشتراكية، هو لاعب كرة سلة روسي. بدأ مسيرته الاحترافية في سنة 1996. مثّل منتخب بلاده. شارك في دورة الألعاب الأولمبية الصيفية سنة 2008. حقق المركز الأول في بطولة أمم أوروبا لكرة السلة 2007.

## المسيرة الاحترافية
لعب مع نادي يونيكس قازان لكرة السلة من سنة 1998 إلى 2007، ثم لعب مع نادي دينامو موسكو لكرة السلة في موسم 2007–2008، ثم لعب مع نادي يونيكس قازان لكرة السلة من سنة 2008 إلى 2013.

## سجل المنافسة
شارك في المنافسات التالية:
- بطولة أمم أوروبا لكرة السلة 2007
- الألعاب الأولمبية الصيفية 2008

## الميداليات
| الميدالية | المسابقة                         |
| --------- | -------------------------------- |
| ذهبية     | بطولة أمم أوروبا لكرة السلة 2007 |

## روابط خارجية
- بيتر سامويلنكو على موقع الاتحاد الدولي لكرة السلة (الإنجليزية)
- بيتر سامويلنكو على موقع الدوري الأوروبي لكرة السلة (الإنجليزية)
- بيتر سامويلنكو على موقع كرة السلة الأوروبية.كوم (الإنجليزية)
- بيتر سامويلنكو على موقع DraftExpress.com (الإنجليزية)
- بيتر سامويلنكو على موقع ريلجم (الإنجليزية)
- بيتر سامويلنكو على موقع بروبوليرز (الإنجليزية)
- بيتر سامويلنكو على موقع سبورتس رفرنس (الإنجليزية)
- بيتر سامويلنكو على موقع أوليمبيديا (الإنجليزية)